# トンボ亜目
トンボ亜目（トンボあもく）は、トンボ目の昆虫である。不均翅亜目ともいう。大きな複眼、2対の透明な羽、細長い体が特徴である。イトトンボ亜目とよく似ているが、成虫の羽が離れて付いており、静止時に体と垂直になるという点で異なる。トンボ亜目は6本の脚を持つが、多くは上手に歩くことができない。
トンボ亜目は、カやハエ、ハチ、アリ、チョウ等の小昆虫の捕食者として有益である。ヤゴとして知られる幼虫が水生昆虫であるため、湖、池、川、湿地等で見られる。

## 語源
学名のAnisopteraはギリシア語で、anは「不」、isoは「均」、pteraは「翅」という意味である。後翅が前翅よりも幅が広いことを意味する。

## 生活環

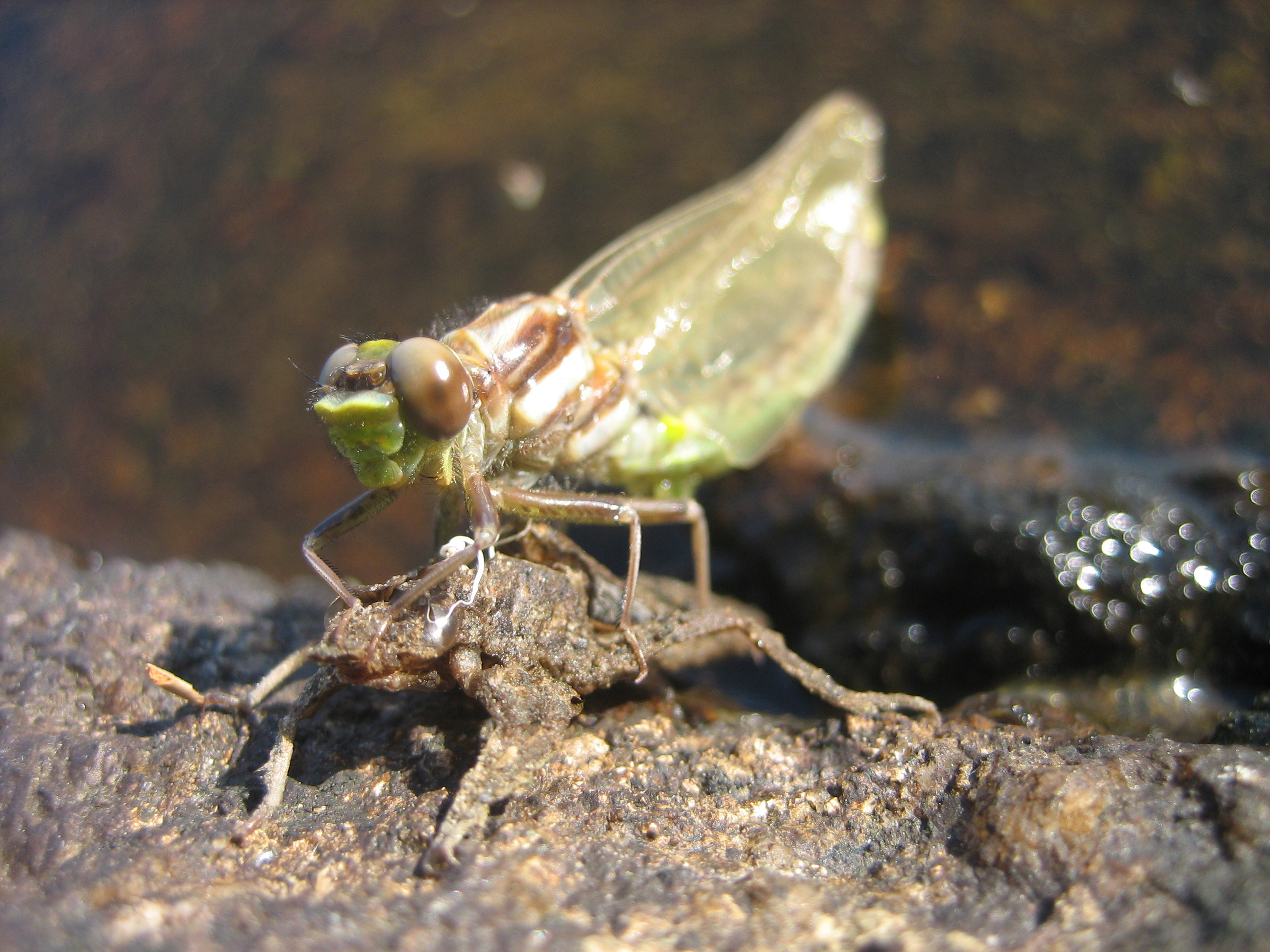
羽化するトンボ

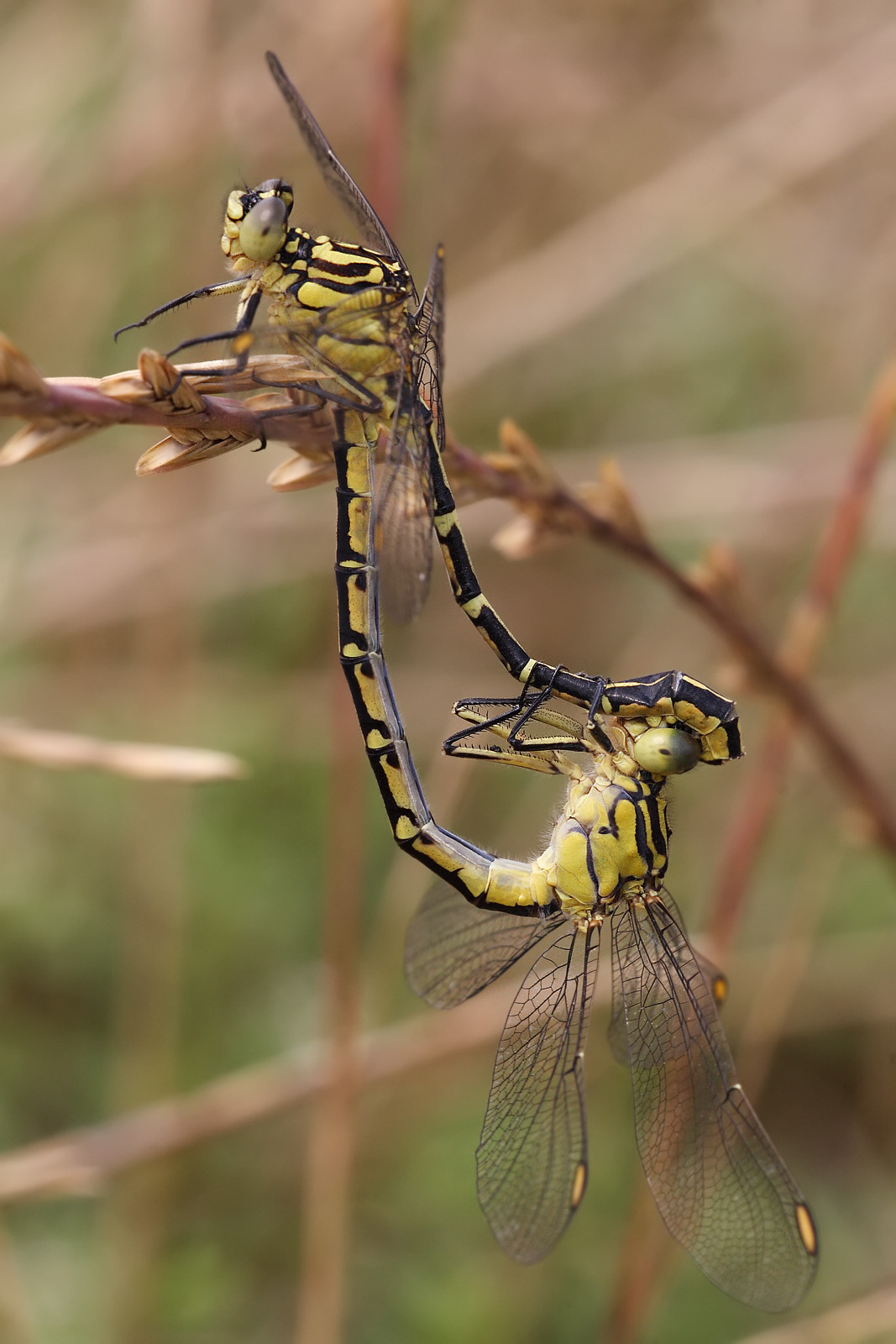
交尾するトンボのつがい

メスは水中に産卵する。水草の近く等の良い場所に卵を産むため、親が完全に水の中につかる種もいる。トンボ亜目の多くは、卵が孵化するとヤゴは水面下で、伸縮自在の顎を用いて、ボウフラ等の無脊椎動物やオタマジャクシや魚等の脊椎動物を食べて大きくなる。直腸のえらで呼吸を行い、速く泳ぐ時は肛門から水を噴きだして進む。陸上でも狩りをするヤゴもいるが、地上に捕食者が少なかった太古の時代は、その方が普通だったと考えられている。
大きな種のヤゴの時代は5年間も続く。小さな種では、2ヶ月から3年である。幼虫が成虫になる時には、ヨシ等の茎を上り、空気に触れることで変態が始まる。頭の後ろの弱い部分から皮が割け、成虫のトンボが幼虫の皮から這い出して羽を膨らませ、餌の小昆虫を探すために飛び立つ。飛行中、トンボは上、下、前、後、右、左の6方向に動くことができる。大きい種の成虫の時代は5ヶ月から6か月続く。

## 分類
トンボ亜目は、かつてムカシトンボ下目の下の分類で、現存するムカシトンボ属以下の2種と多くの化石種からなると考えられていた。近年では、形態学的にムカシトンボ亜目はトンボ亜目の原始的な側系統群であると考えられている。トンボ亜目は、新設されたトンボ下目の下の亜目とされた。ムカシトンボ下目は廃止され、絶滅種の多くは、トンボの進化の段階の派生種とされた。現存する2種は、トンボ亜目と並立するムカシトンボ亜目の中に分類された。

## トンボ亜目と文化
ヨーロッパでは、トンボはしばしば邪悪であると考えられる。英語では、「悪魔のかがり針（devil's darning needle）」や「耳を切るもの（ear cutter）」と呼ばれ、悪魔や怪我と結びつけられている。ルーマニアの伝承では、トンボはかつて「悪魔の馬」であったと伝えられる。またスウェーデンの伝承では、悪魔は人々の魂の重さを量るためにトンボを利用したといわれている:25–27。ノルウェーではトンボのことを"Øyenstikker"と呼ぶが、これは「目を突くもの」という意味である。ポルトガルでは"Tira-olhos"（目をひったくるもの）とも呼ばれることがある。またウェールズで「ヘビの召使い」という意味の"gwas-y-neidr"といわれるように、しばしばヘビと結びつけられる。アメリカ合衆国南部では、トンボはヘビの後をつけ、怪我をしたら背中に張り付くという伝承から、「ヘビの医者」"snake doctor"と呼ばれる。

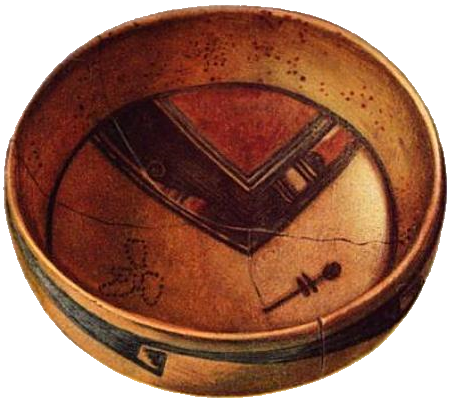
ホピ族の器に描かれたトンボ

アメリカ先住民の中には、トンボを迅速性と活動を表すものだと考える部族もある。ナバホ族は、純粋な水を象徴すると考えている。ズーニー族は、二重線の十字でトンボを様式化し、器の模様として用いる。ホピ族の岩絵やプエブロのネックレスのモチーフにもなっている:20–26。
中華人民共和国や日本では伝統的な生薬の材料ともされてきた。また成虫やヤゴを食用とする地域もある。例えばインドネシアでは、鳥黐でトンボを捕らえ、油で揚げて珍味として食べる。
アメリカ合衆国では、野鳥観察と同様にトンボやイトトンボを探すことが趣味として行われ、ラテン語でトンボを表すodonataからオーディングと呼ばれる。特にテキサス州で盛んで、合計で225種も見ることができる。この際トンボは丁寧に扱われ、観察が終わったら逃がすこととされている。
トンボの図柄はアール・ヌーヴォーの、特に宝石のデザインにしばしば用いられる。Maeve Harris等の現代芸術家の描くポスターでも見られる。織物や家具のデザインとして使われることも多い。織物や家具の図案としてもしばしば用いられる。

### 日本
日本では、トンボは晩夏及び初秋の象徴とされる。また日本でトンボは勇気、強さ、幸福の象徴とされ、絵画や俳句等の文学作品の主題としてしばしば登場する。トンボへの愛は、日本中で見られる200種ものトンボのほぼ全てに名前が付けられているところにも表れている。日本の子供達は遊びとして、髪の毛の両端に石を結わえたものを空に投げて大きいトンボを捕まえようとする。トンボは小石を餌と誤認して髪の毛にからまり、地面に落ちる:38。
トンボは勇気を象徴することから、男の子に「とんぼ」という名前が付けられることもある。地図上の日本列島の形がトンボに例えられることもある。
さらに、日本の古名の1つに「あきつしま」があるが、これはトンボの島という意味である。神話上の日本の開祖である神武天皇がカに噛まれ、そのカが即座にトンボに食べられたことに由来する。